# Christinenfeld (Klütz)
Christinenfeld ist ein Ortsteil der Stadt Klütz im Landkreis Nordwestmecklenburg in Mecklenburg-Vorpommern.

## Geografie und Verkehrsanbindung
Christinenfeld liegt östlich der Kernstadt Klütz an der Landesstraße L 01. Die L 03 verläuft westlich.

## Sehenswürdigkeiten
In der Liste der Baudenkmale in Klütz sind für Christinenfeld zwei Baudenkmale aufgeführt:
- ein ehemaliges Chausseehaus mit Stallgebäude (An der Chaussee 1)
- ein Speicher